# Pachycara thermophilum
Pachycara thermophilum är en fiskart som beskrevs av Geistdoerfer, 1994. Pachycara thermophilum ingår i släktet Pachycara och familjen tånglakefiskar. Inga underarter finns listade i Catalogue of Life.